# Beitrittsvertrag
Der Beitrittsvertrag zwischen einem Staat und den Mitgliedstaaten der Europäischen Union stellt den formellen Abschluss der Beitrittsverhandlungen zwischen einem Kandidatenland und der EU dar. Dieser zwischenstaatliche Vertrag stellt zudem die Grundlage für das Mitwirken des betreffenden Staates in der EU dar und bindet alle EU-Mitgliedstaaten an die darin enthaltenen Verpflichtungen.
Der Vertrag tritt nach Abschluss des Ratifizierungsprozesses zum festgelegten Zeitpunkt in Kraft. In ihm werden die Bedingungen und Modalitäten im Zusammenhang mit dem Beitritt einschließlich der Rechte und Verpflichtungen der neuen Mitgliedstaaten und der Anpassungen der europäischen Institutionen festgelegt. Ein Beitrittsvertrag stellt eine Änderung der Verträge der EU dar und führt somit zu einer Primärrechtsänderung. Im Beitrittsvertrag enthalten sind üblicherweise zahlreiche Übergangsbestimmungen, wie während der Beitrittsverhandlungen zwischen dem jeweiligen Kandidatenland und der EU akkordiert wurden.

## Prozedere
Nach Abschluss der Beitrittsverhandlungen erarbeitet die Europäische Kommission im Lichte der Ergebnisse dieser Verhandlungen den Entwurf eines Beitrittsvertrages mit dem jeweiligen Kandidatenland. Die Beitrittsreife eines Kandidatenlandes wird vom Europäischen Rat beschlossen. Der Entwurf des Beitrittsvertrages wird dem Europäischen Parlament übermittelt, welches bei Erweiterungen über das Zustimmungsrecht verfügt. Das Europäische Parlament entscheidet mit der absoluten Mehrheit seiner Mitglieder. Abschließend wird der Beitrittsvertrag vom Europäischen Rat formell angenommen. Es folgt die Unterzeichnung durch Vertreter des Beitrittsstaates und jedes EU-Mitgliedstaates.
Somit beginnt der Ratifikationsprozess in den Mitgliedstaaten der EU gemäß ihren jeweiligen verfassungsrechtlichen Vorschriften. In einer Union der 28 Mitgliedstaaten kann sich dieser Ratifikationsprozess über bis zu zwei Jahre hinweg erstrecken. Haben jedoch nicht alle künftigen EU-Staaten ihre Ratifikationsurkunden rechtzeitig hinterlegt, so tritt der Vertrag für diejenigen Staaten in Kraft, die ihre Urkunden hinterlegt haben.
Im Beitrittsland selbst folgt nach der Unterzeichnung zumeist ein Referendum über den Beitritt zur Union. Dieser Prozess endet zumeist mit der formellen Verabschiedung durch das nationale Parlament. Referenden über den Beitritt eines weiteren Staates können jedoch auch in den EU-Mitgliedstaaten erforderlich sein.

## Konkrete Verträge
- Beitrittsvertrag 1972 mit Dänemark, der Republik Irland und dem Vereinigten Königreich
- Beitrittsvertrag 2003 mit Tschechien, Estland, Republik Zypern, Lettland, Litauen, Ungarn, Malta, Polen, Slowenien, Slowakei